# Шалговицький потік
Шалговицький потік (словац. Šalgovícky potok) — річка; ліва притока Секчова, протікає в окрузі Пряшів.
Довжина приблизно 5,6-6,6 км. Витік знаходиться в масиві Ториські пагорби — на висоті приблизно 420—425 метрів.
Протікає територією сіл Теріаковце; і міста Пряшів (частини Шалговік; Секчов і Солівар).. Впадає в Секчов на висоті приблизно 235—240 метрів.